# (10027) Perozzi
(10027) Perozzi est un astéroïde de la ceinture principale.

## Description
(10027) Perozzi est un astéroïde de la ceinture principale. Il fut découvert le 30 mars 1981 à la station Anderson Mesa par Edward L. G. Bowell. Il présente une orbite caractérisée par un demi-grand axe de 2,37 UA, une excentricité de 0,19 et une inclinaison de 7,9° par rapport à l'écliptique.
Il porte le nom de l'astronome italien Ettore Perozzi.

## Compléments